# Hub Vinken
Hub Vinken (* 16. April 1926 in Heerlen; † 30. März 2010 in Sittard-Geleen) war ein niederländischer Radrennfahrer und nationaler Meister im Radsport.

## Sportliche Laufbahn
Vinken (auch Huub Vinken) war im Straßenradsport und im Bahnradsport aktiv. 1949 gewann er die nationale Meisterschaft im Punktefahren der Amateure vor Ad Schotman. 1952 holte er den Titel bei den Profis. Bei den Straßenradsport-Weltmeisterschaften 1949 gewann er beim Sieg seines Landsmannes Hank Faanhof die Bronzemedaille im Straßenrennen der Amateure. In der Ronde van Noord-Holland 1948 kam er auf den 3. Platz.
Von 1950 bis 1953 war er Unabhängiger und Berufsfahrer. 1951 gewann er eine Etappe in der Ronde van Nederland. Er gewann eine Reihe von Kriterien in seiner Heimat. In den Rennen der Monumente des Radsports war der 38. Platz im Rennen Lüttich–Bastogne–Lüttich 1950 sein bestes Resultat.